# Medasina formosana
Medasina formosana är en fjärilsart som beskrevs av Inoue 1986. Medasina formosana ingår i släktet Medasina och familjen mätare. Inga underarter finns listade i Catalogue of Life.